# Cytheretta tracyi
Cytheretta tracyi är en kräftdjursart som beskrevs av Blake 1929. Cytheretta tracyi ingår i släktet Cytheretta och familjen Cytherettidae. Inga underarter finns listade i Catalogue of Life.